# Гамзаева, Зарош Мирзабагир кызы
Зарош Мирзабагир кызы Гамзаева (азерб. Zəroş Mirzəbağır qızı Həmzəyeva; 22 марта 1925, Неграм — 6 июня 2004, Баку) — азербайджанская и советская актриса театра. заслуженная артистка Азербайджанской ССР (1956), народная артистка Азербайджанской ССР (1967).

## Биография
Зарош Мирзабагир кызы Гамзаева родилась 22 марта 1925 года в селе Неграм Нахичеванской АССР (ныне — на территории Бабекского района). В 1941 году в драматическом кружке Нахичеванского театра познакомилась с директором театра актёром Мирибрагимом Гамзаевым. В сентябре этого же года они поженились. С тех пор Гамзаева играла в массовках театра. И только в 1942 году впервые сыграла на сцене Нахичеванского государственного музыкально-драматического театра. Её первой ролью стала роль Етар в пьесе Наджаф-бека Везирова «Из под дождя, да под ливень». В 1944 году Гамзаева была удостоена звания заслуженной артистки Нахичеванской АССР. К концу 40-х гг. Зарош Гамзаева была основной исполнительницей главных ролей на сцене Нахичеванского театра.
В 1948 году вместе со своим мужем режиссёром Мирибрагимом Гамзаевым была командирована в Государственный драматический театр города Карягино (с 1959 — Физули), который тогда был на грани закрытия. Гамзаевым вновь удалось привлечь зрителей города к театру.
С 1950 года Зарош Гамзаева вновь начала играть на сцене Нахичеванского театра. В 1956 году ей было присвоено звание Заслуженной артистки Азербайджанской ССР, а в 1967 году — Народной артистки Азербайджанской ССР.
В 1970 году вышла на сцену вместе со своим сыном Низами Гамзаевым (ныне — Заслуженный артист Азербайджана) в спектакле по пьесе Карло Гольдони «Трактирщица» (реж. Б. Галандарлы), сыграв Мирандолину (Низами играл роль Фабрицио).

Надгробный памятник Зарош Гамзаевой на II Аллее почётного захоронения в Баку

Длительное время Зарош Гамзаева была председателем Женского совета Нахичевани, а также работала в должности депутата. В 2000 году указом президента Азербайджана Гейдара Алиева Зарош Гамзаева за заслуги, проявленные в области развития азербайджанского театрального искусства, была награждена орденом «Слава».
В 2002 году удостоена Персональной стипендии Президента Азербайджанской Республики.
Скончалась Гамзаева 6 июня 2004 года в Баку. Похоронена на II Аллее почётного захоронения в Баку. 6 июня 2008 года, в день четвёртой годовщины кончины Гамзаевой, на стене дома, где проживала актриса, по инициативе Министерства культуры и туризма Азербайджана была установлена мемориальная доска.